# Goniopora
Goniopora is een geslacht van koralen uit de familie van de Poritidae.

## Soorten
- Goniopora albiconus Veron, 2000
- Goniopora burgosi Nemenzo, 1955
- Goniopora calicularis (Lamarck, 1816)
- Goniopora cellulosa Veron, 1990
- Goniopora ciliatus Veron, 2000
- Goniopora columna Dana, 1846
- Goniopora djiboutiensis Vaughan, 1907
- Goniopora eclipsensis Veron & Pichon, 1982
- Goniopora fruticosa Saville-Kent, 1891
- Goniopora granulosa Pillai & Scheer, 1976
- Goniopora lobata Milne Edwards, 1860
- Goniopora norfolkensis Veron & Pichon, 1982
- Goniopora paliformis (Veron, 2000)
- Goniopora palmensis Veron & Pichon, 1982
- Goniopora pandoraensis Veron & Pichon, 1982
- Goniopora pearsoni Veron, 2000
- Goniopora pedunculata Quoy & Gaimard, 1833
- Goniopora pendulus Veron, 1985
- Goniopora planulata (Ehrenberg, 1834)
- Goniopora polyformis Zou, 1980
- Goniopora savignyi (Dana, 1846)
- Goniopora somaliensis Vaughan, 1907
- Goniopora stokesi Milne Edwards & Haime, 1851
- Goniopora sultani Veron, DeVantier & Turak, 2000
- Goniopora tantillus (Claereboudt & Al Amri, 2004)
- Goniopora tenella (Quelch, 1886)
- Goniopora tenuidens (Quelch, 1886)

Niet geaccepteerde soorten:
- Goniopora ceylon
- Goniopora gracilis → Rhodaraea gracilis
- Goniopora klunzingeri → Porites lichen
- Goniopora mauritiensis
- Goniopora minor → Goniopora pedunculata
- Goniopora parvistella
- Goniopora reptans
- Goniopora stutchburyi → Bernardpora stutchburyi
- Goniopora viridis